# Radioactivité (exposition)

Radioactivité : des centaines de questions, une exposition est une exposition scientifique conçue par l'Institut de radioprotection et de sûreté nucléaire (IRSN) et l’Autorité de sûreté nucléaire (ASN).

## Contenu
Les thèmes abordés sont les phénomènes liés à la radioactivité, qu’elle soit naturelle ou artificielle, son usage dans les centrales nucléaires, les hôpitaux et l’industrie ou encore les effets de la radioactivité sur l’homme et l’environnement. 
Composée de panneaux, de vidéos et de contenus multimédias, l’exposition intègre des ateliers interactifs et plusieurs jeux éducatifs permettant de réaliser des expériences concrètes.

## Galerie
Ces photos ont été prises au Palais de l'univers et des sciences de Cappelle-la-Grande en 2015 :

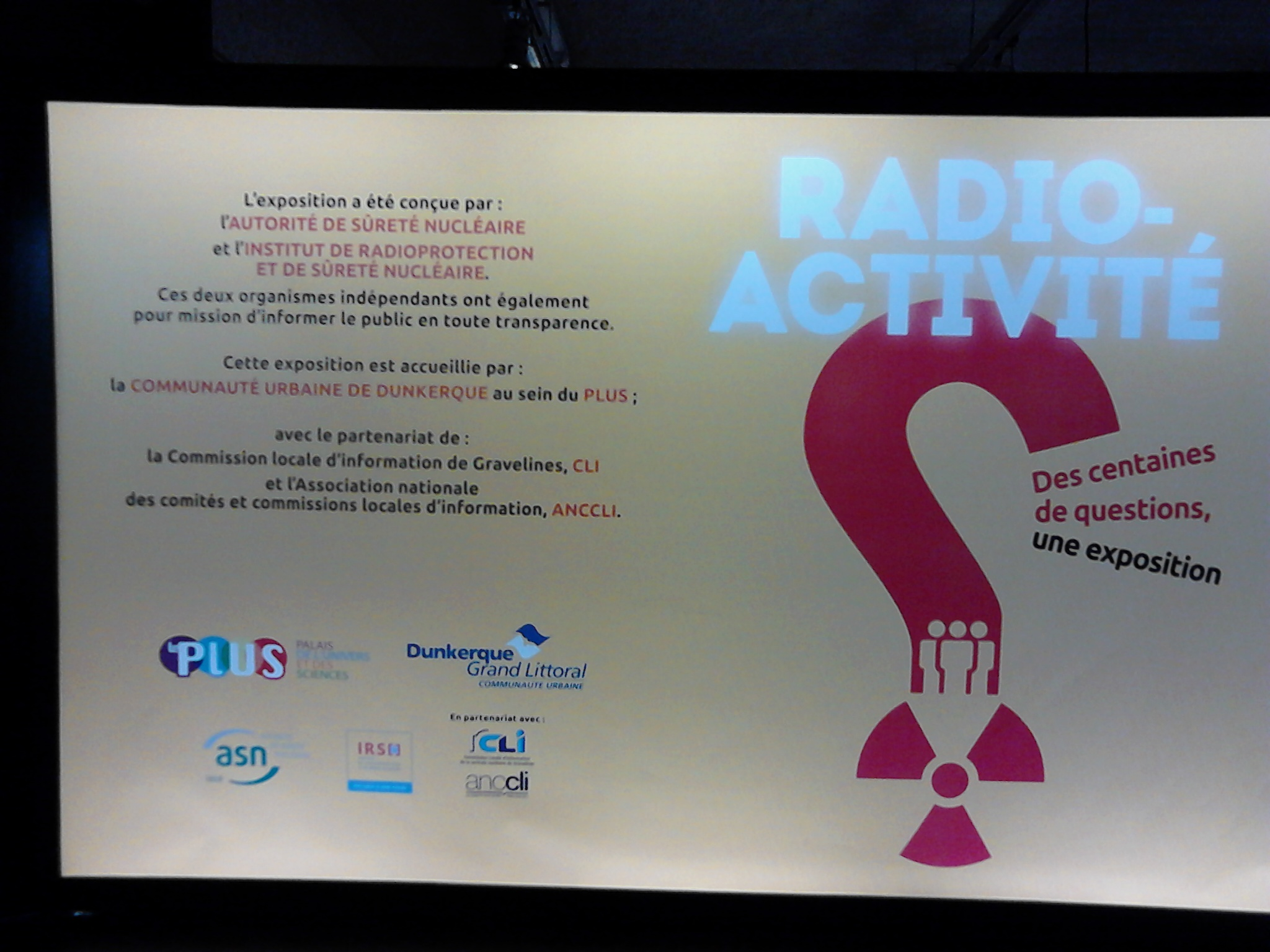
Crédits de l'exposition
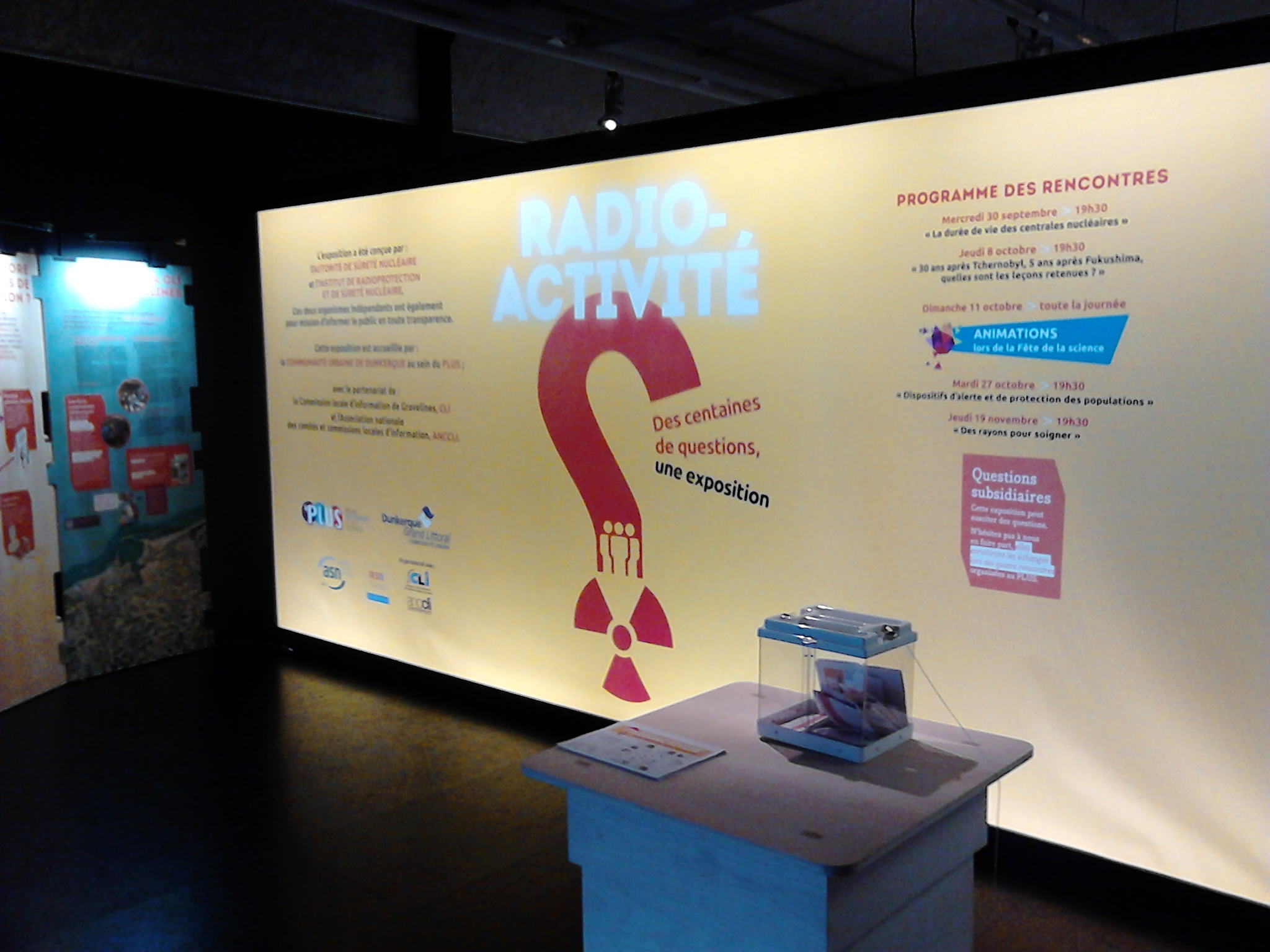
Panneau-titre
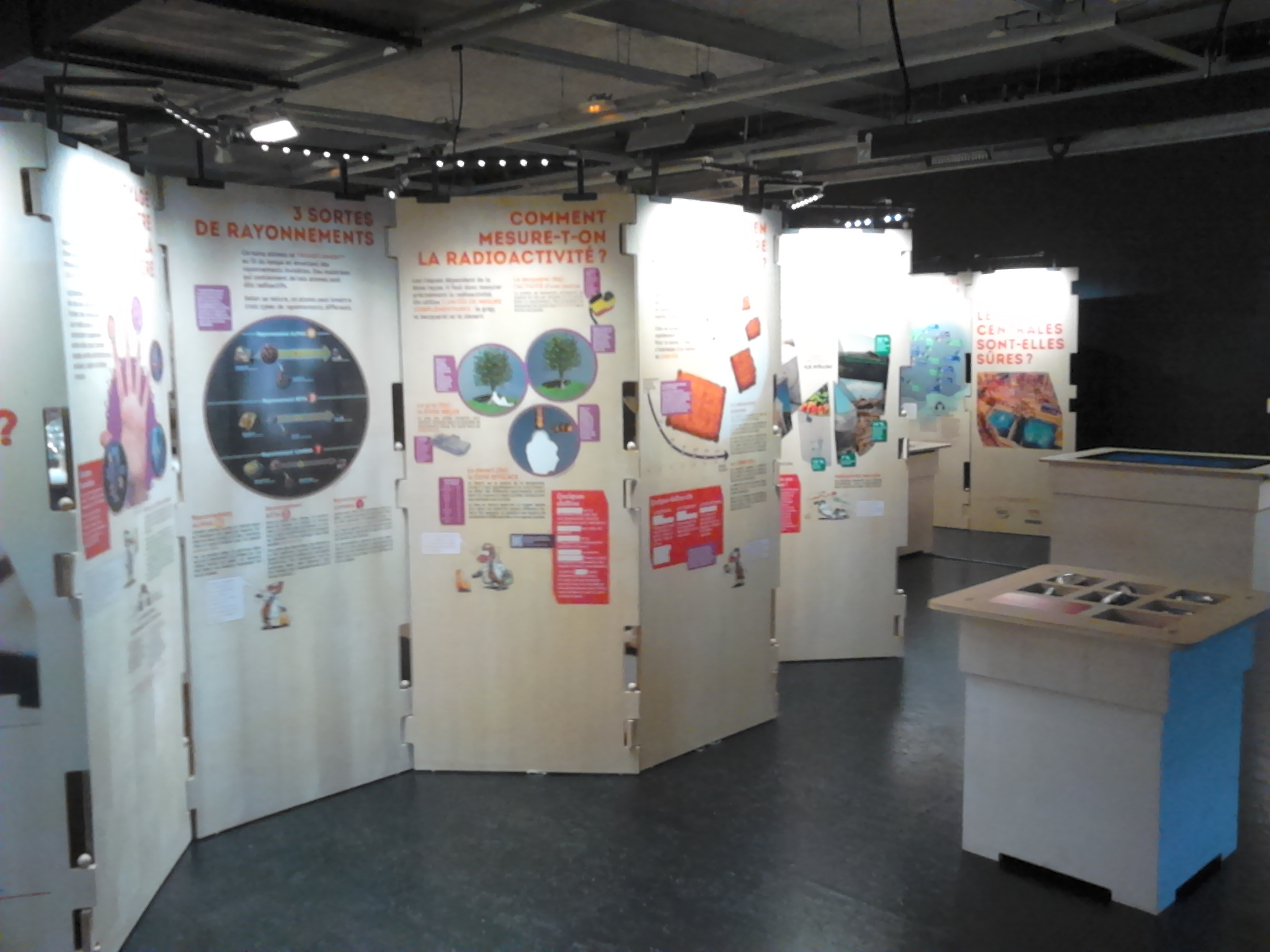
Panneaux "Comment mesurer la radioactivité"
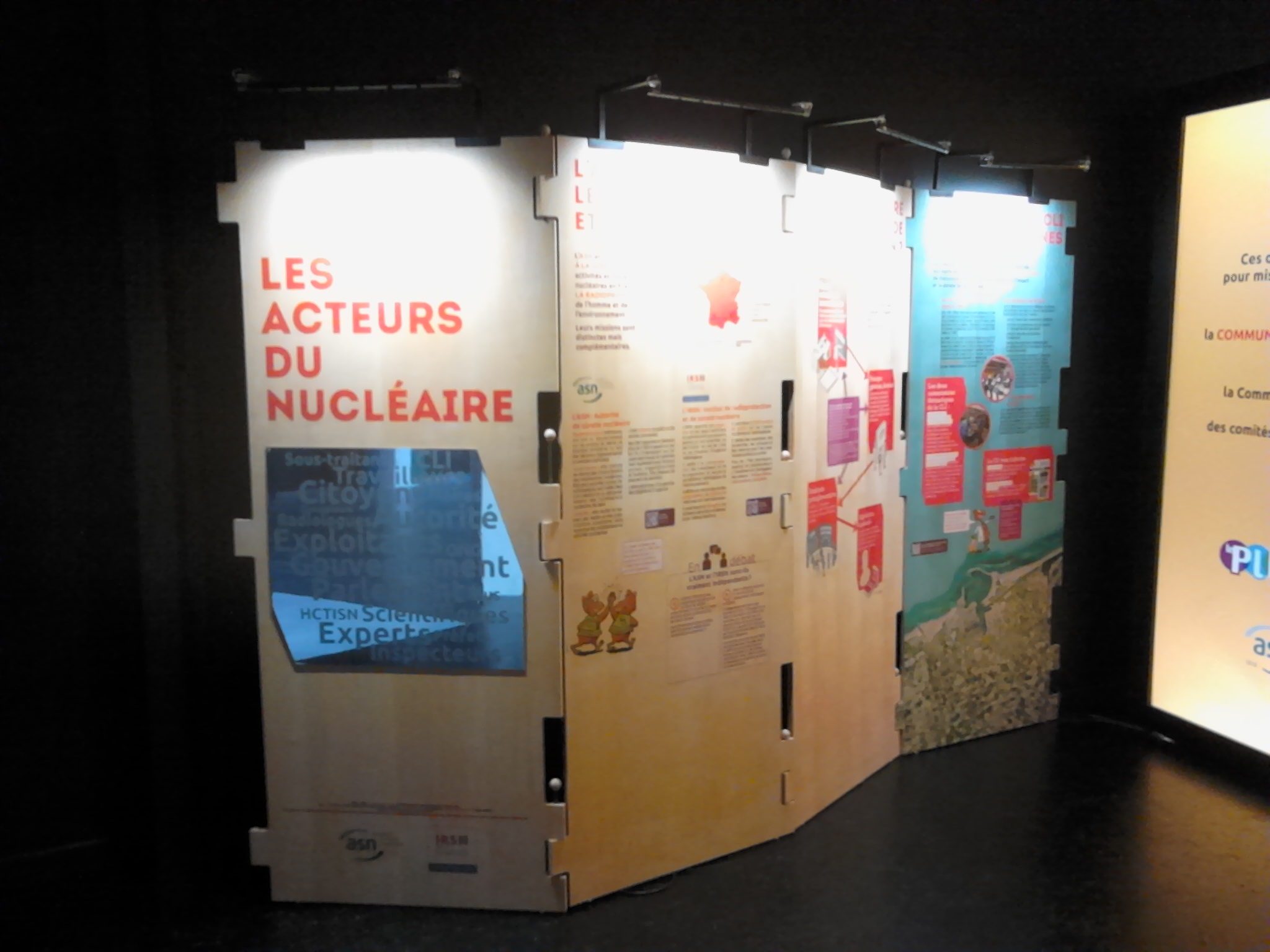
Panneaux "Les acteurs du nucléaire"
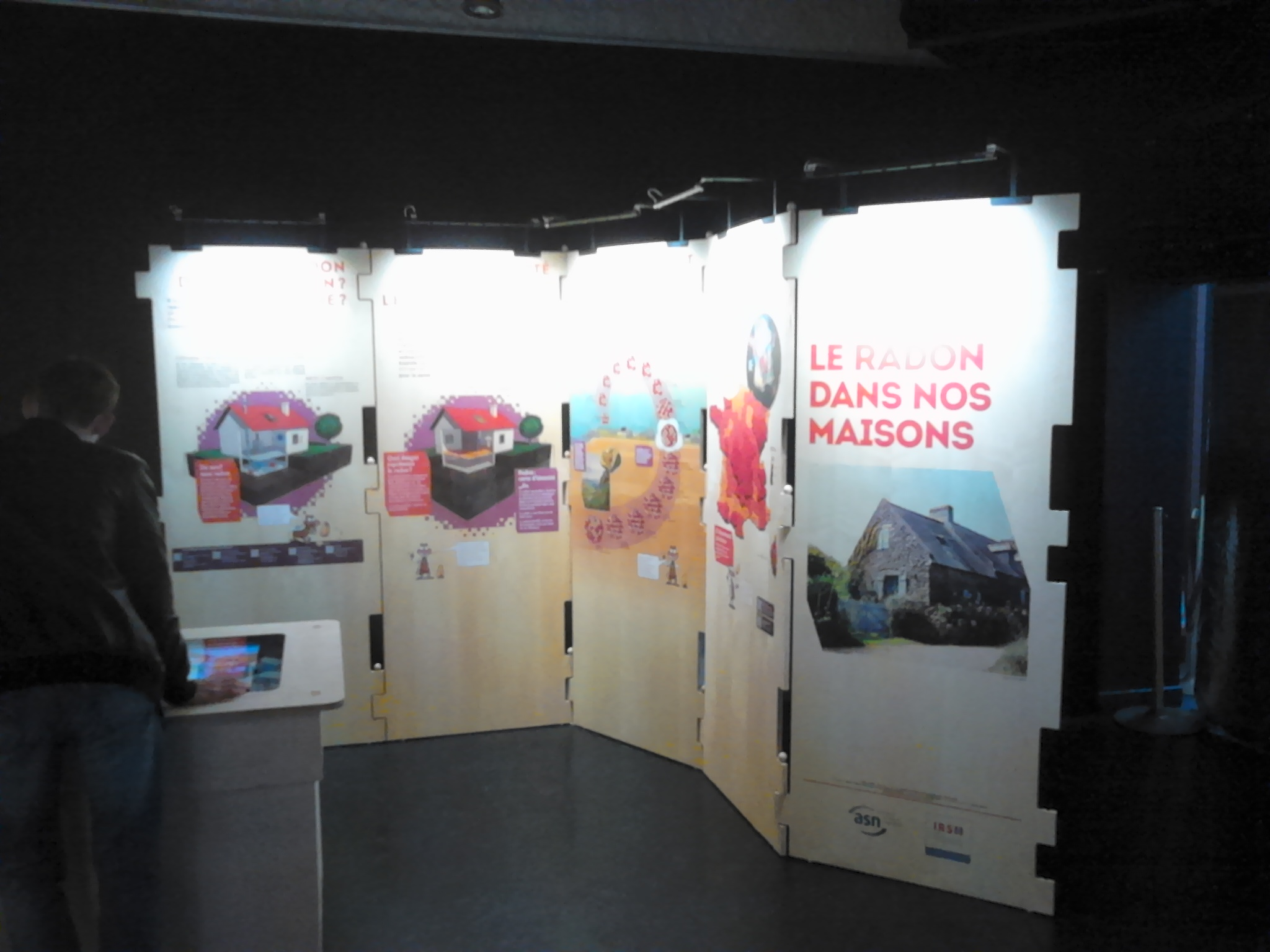
Panneaux "Le radon dans nos maisons"
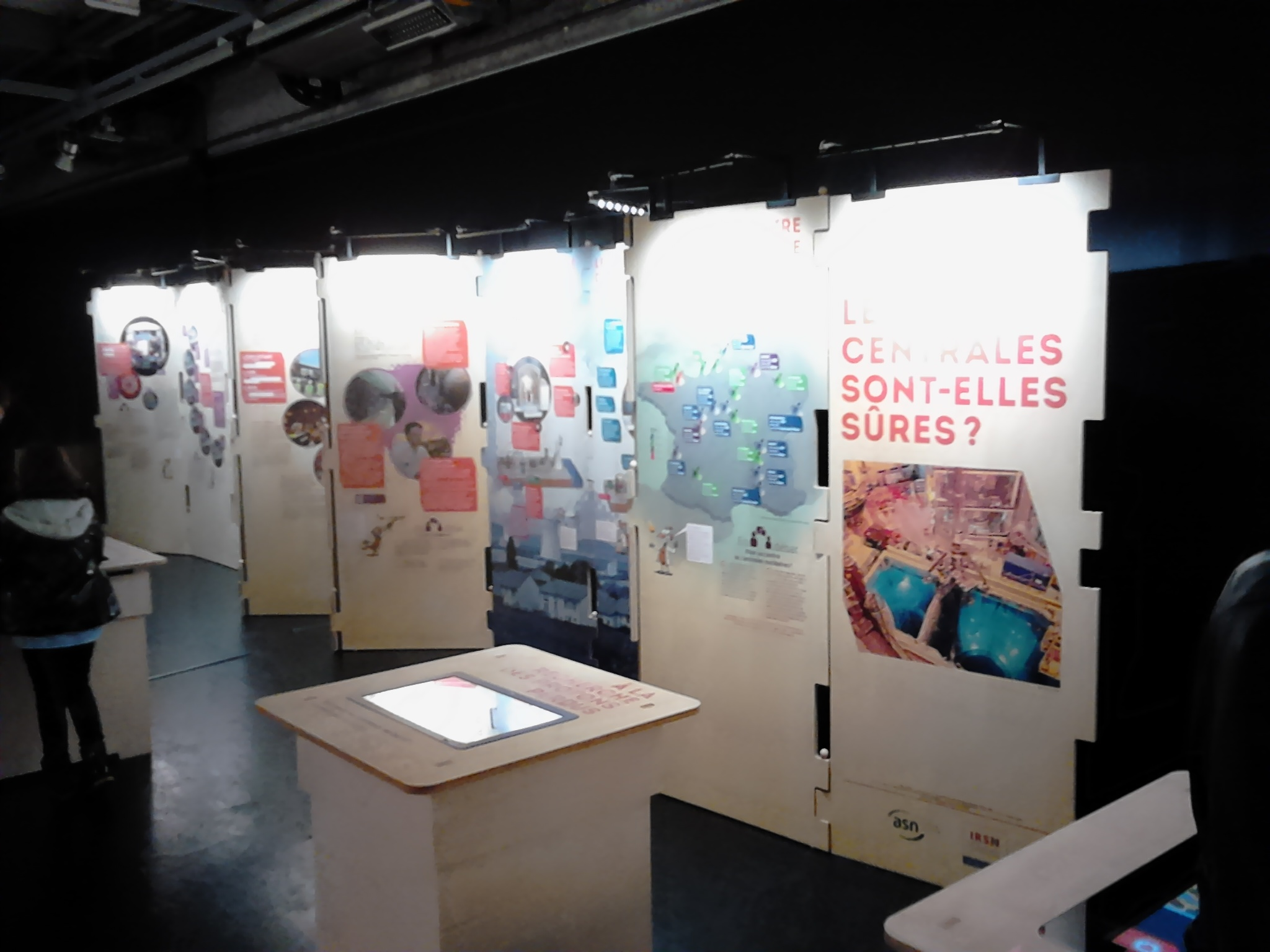
Panneaux "Les centrales sont-elles sûres ?"
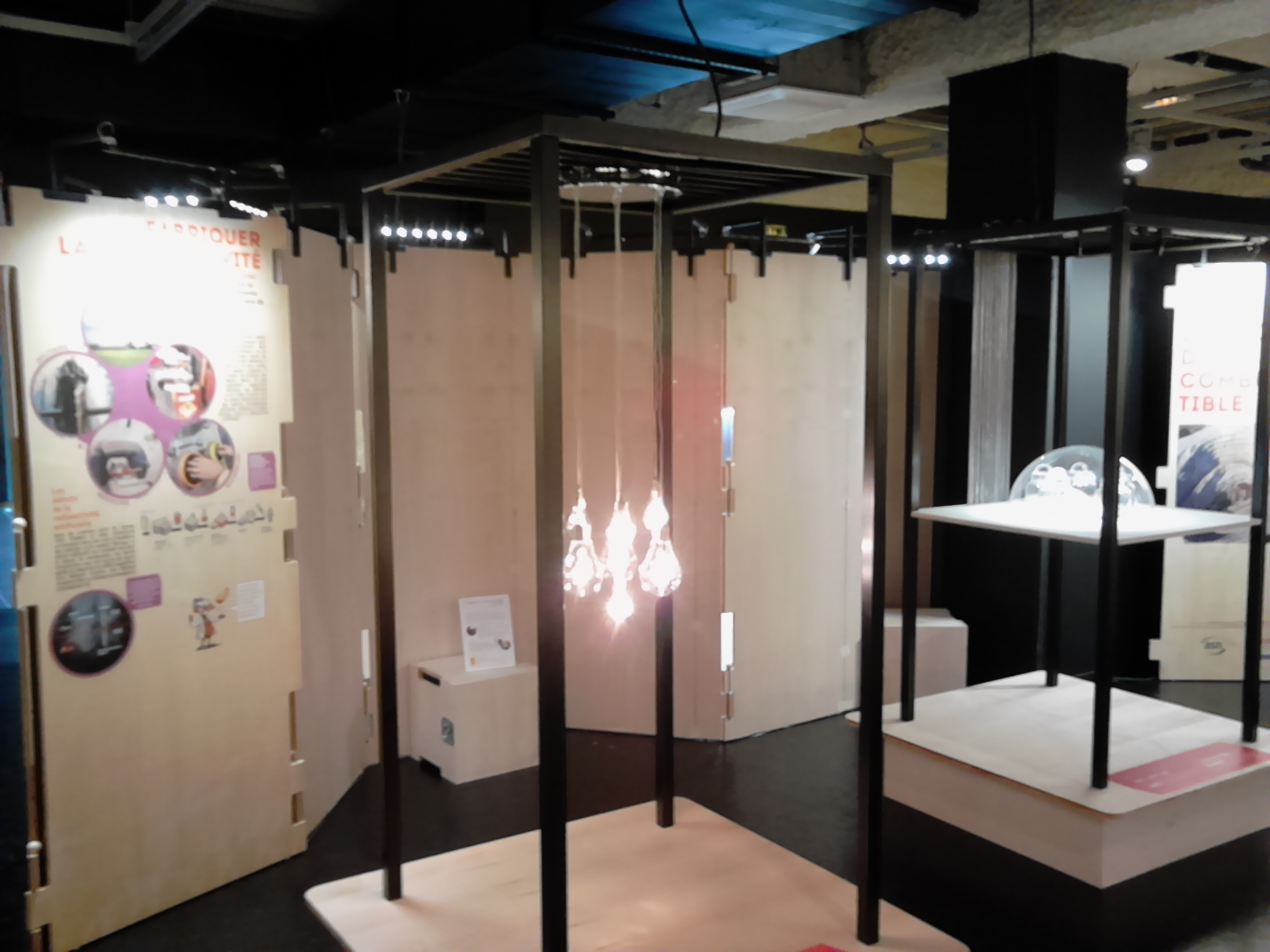
Panneaux "Fabriquer la radioactivité"
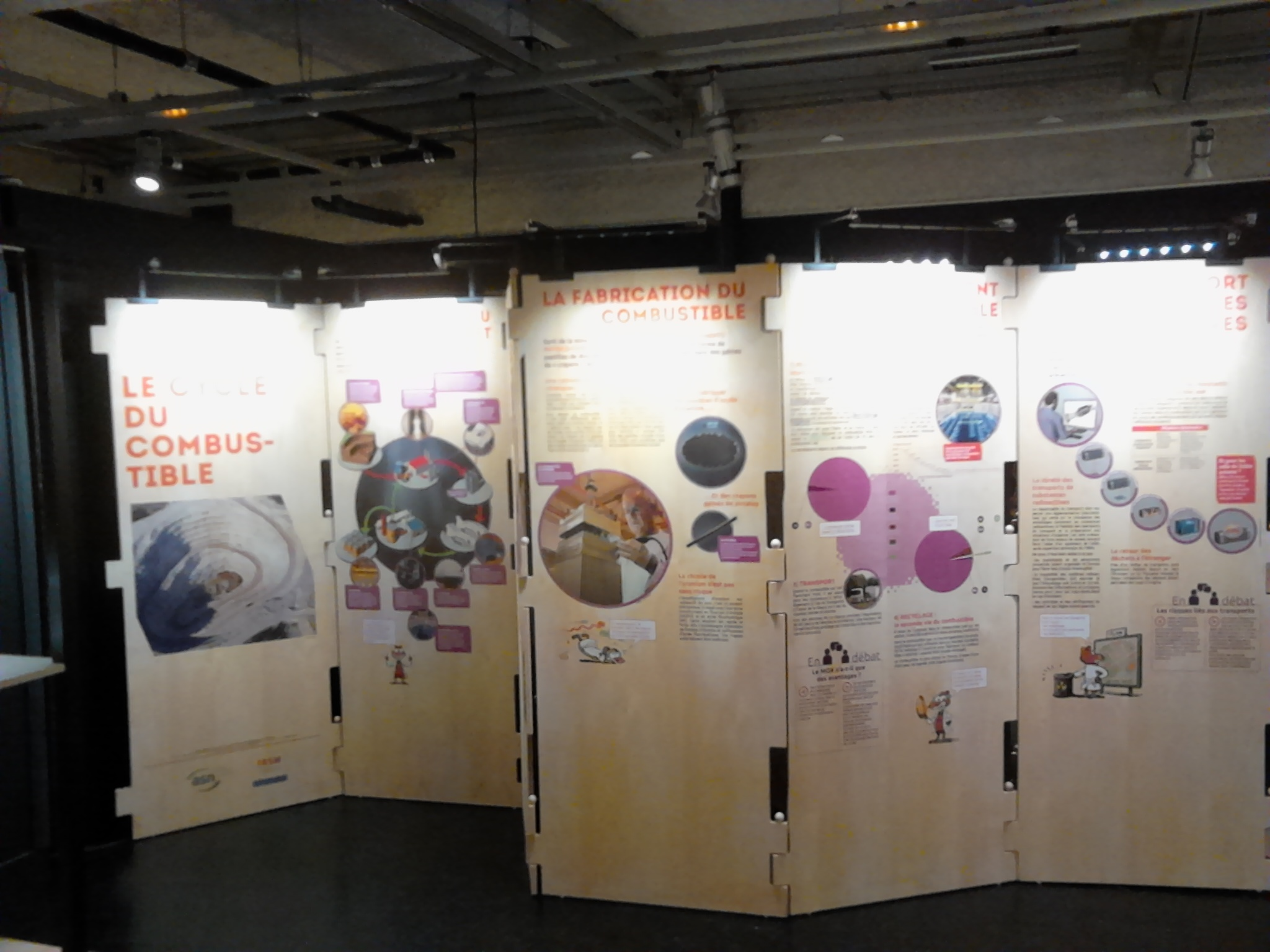
Panneaux "Cycle du combustible"
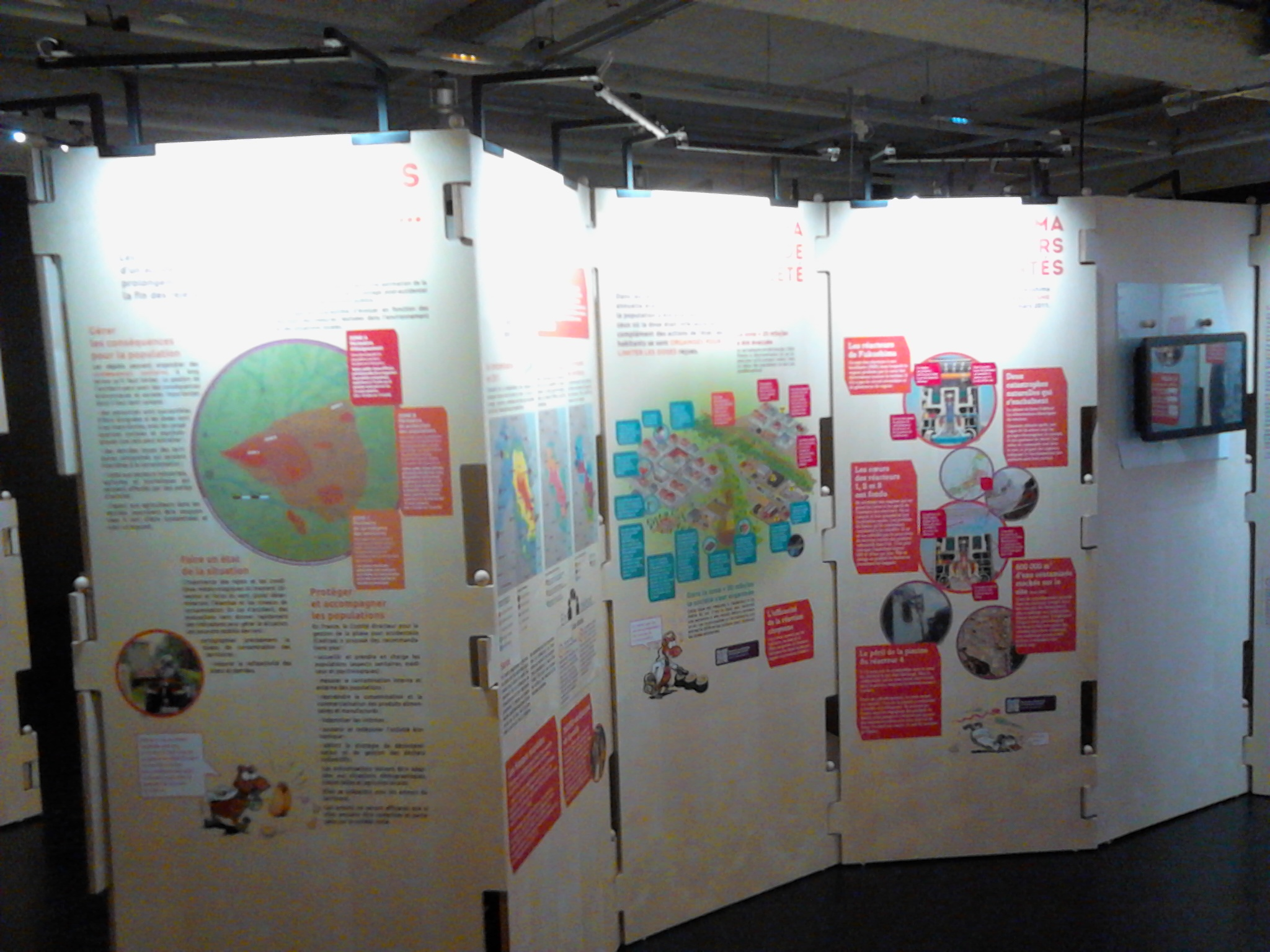
Panneaux "Fukushima"
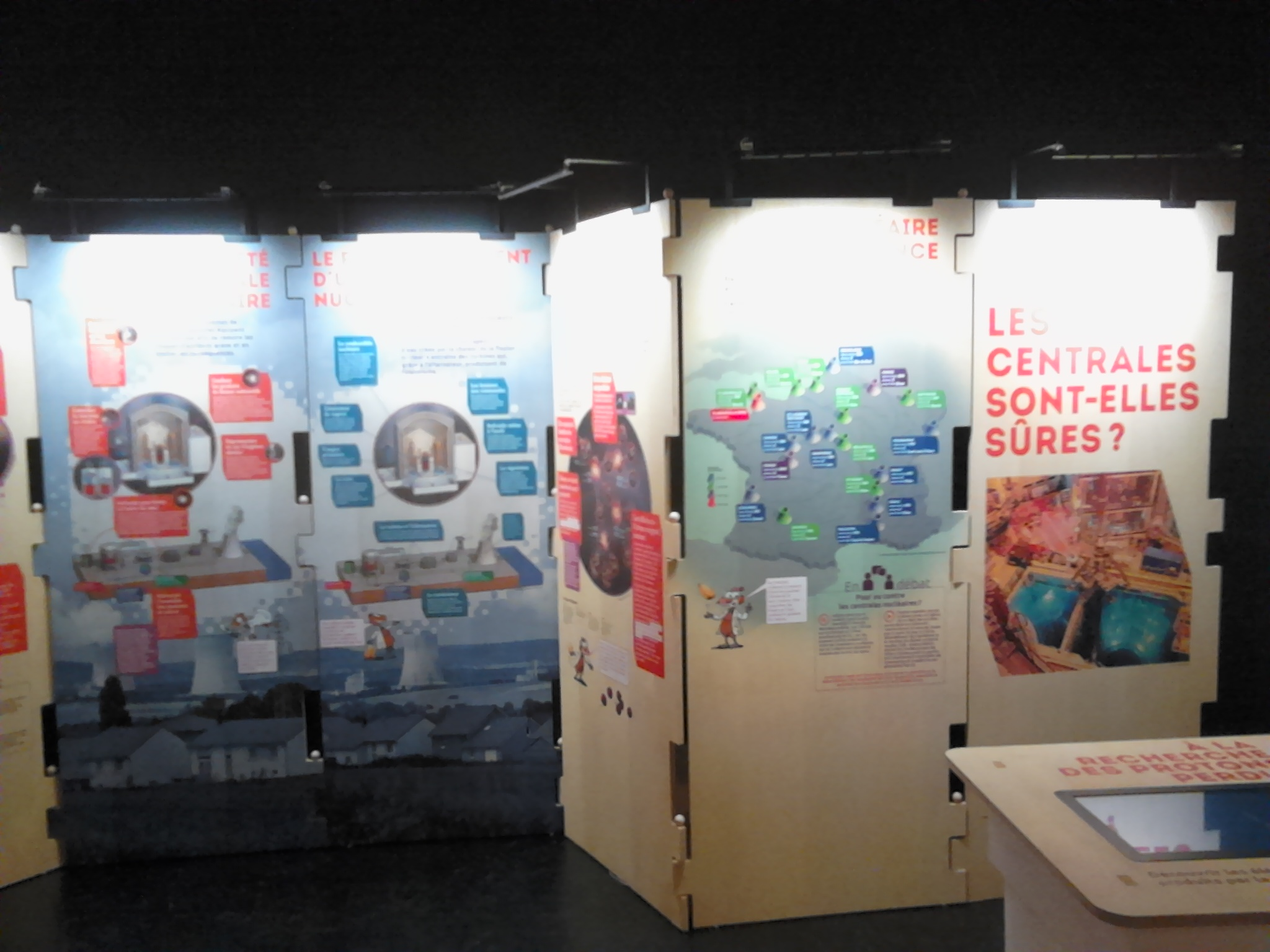
Panneaux "Le fonctionnement d'une centrale nucléaire"
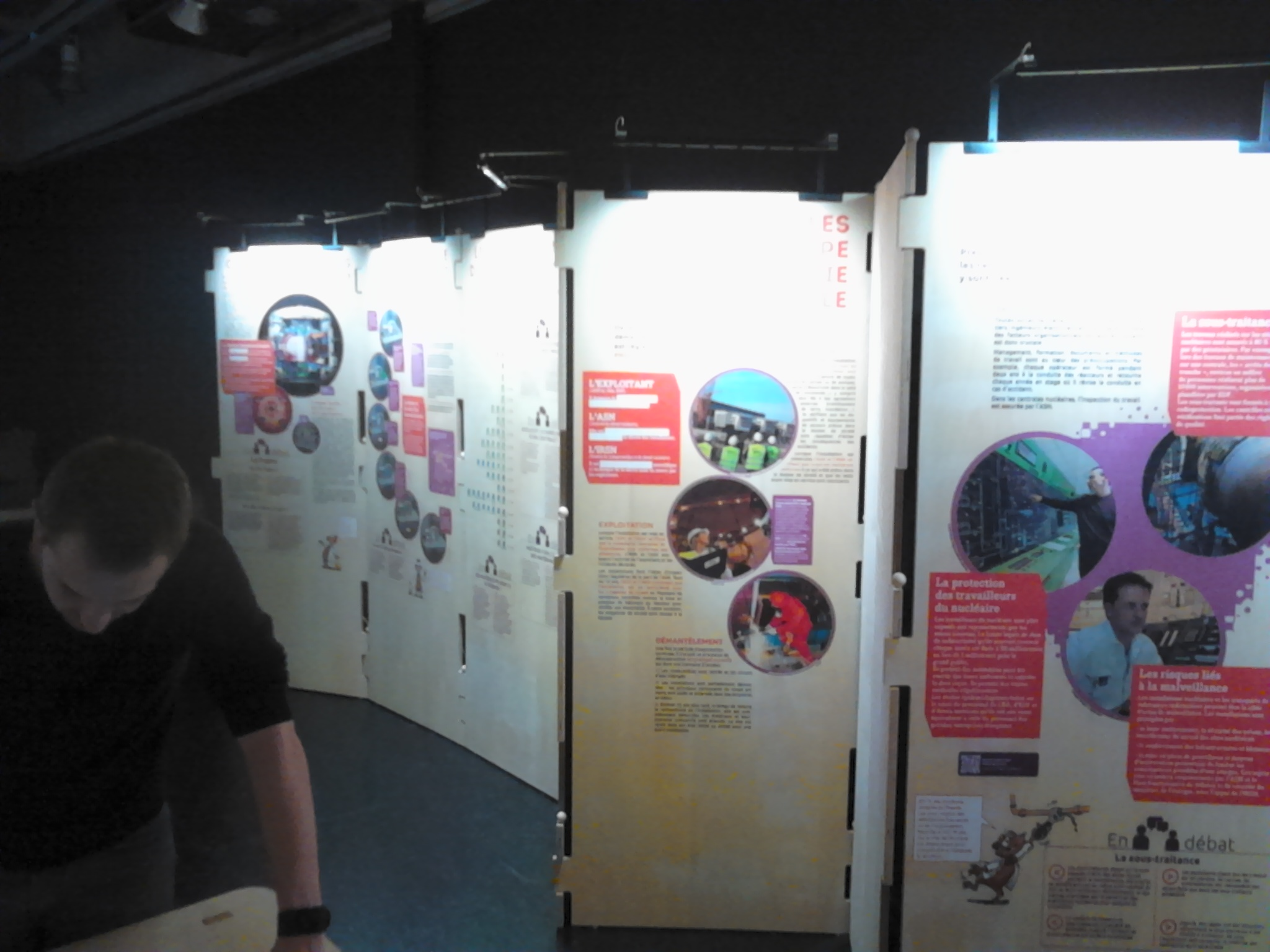
Panneaux "Des centrales et des hommes"
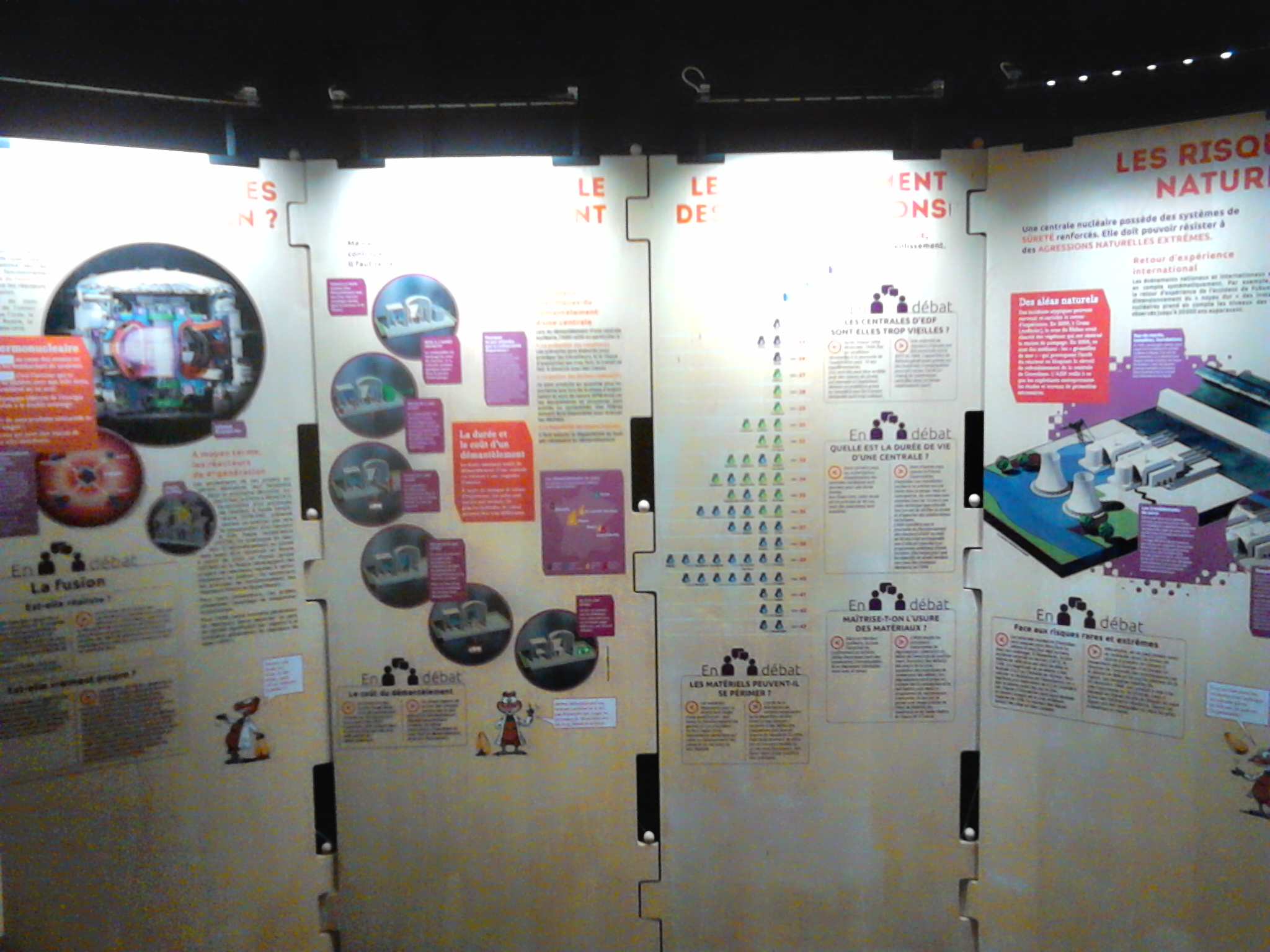
Panneaux "Les risques naturels"
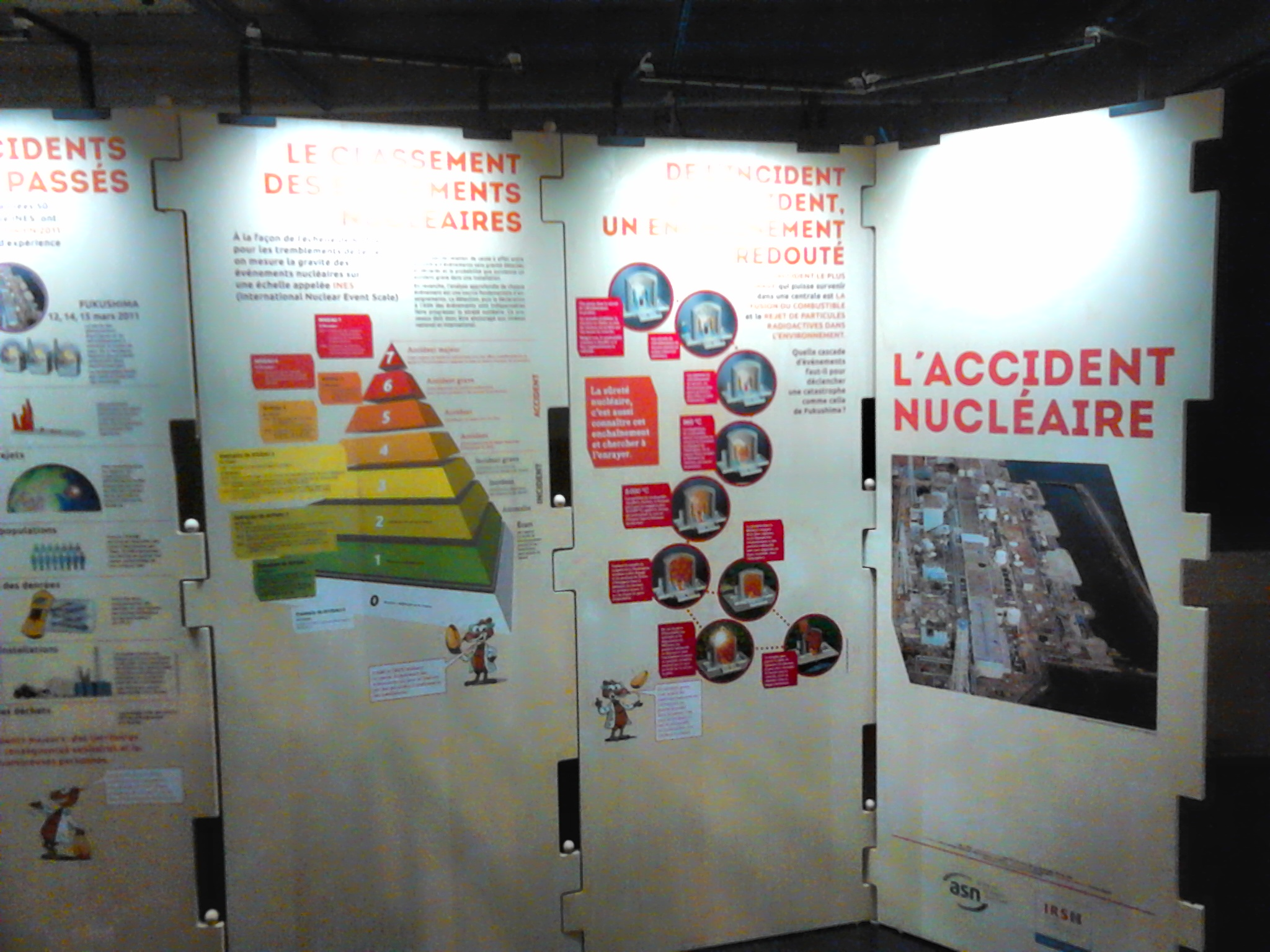
Panneaux "L'accident nucléaire"
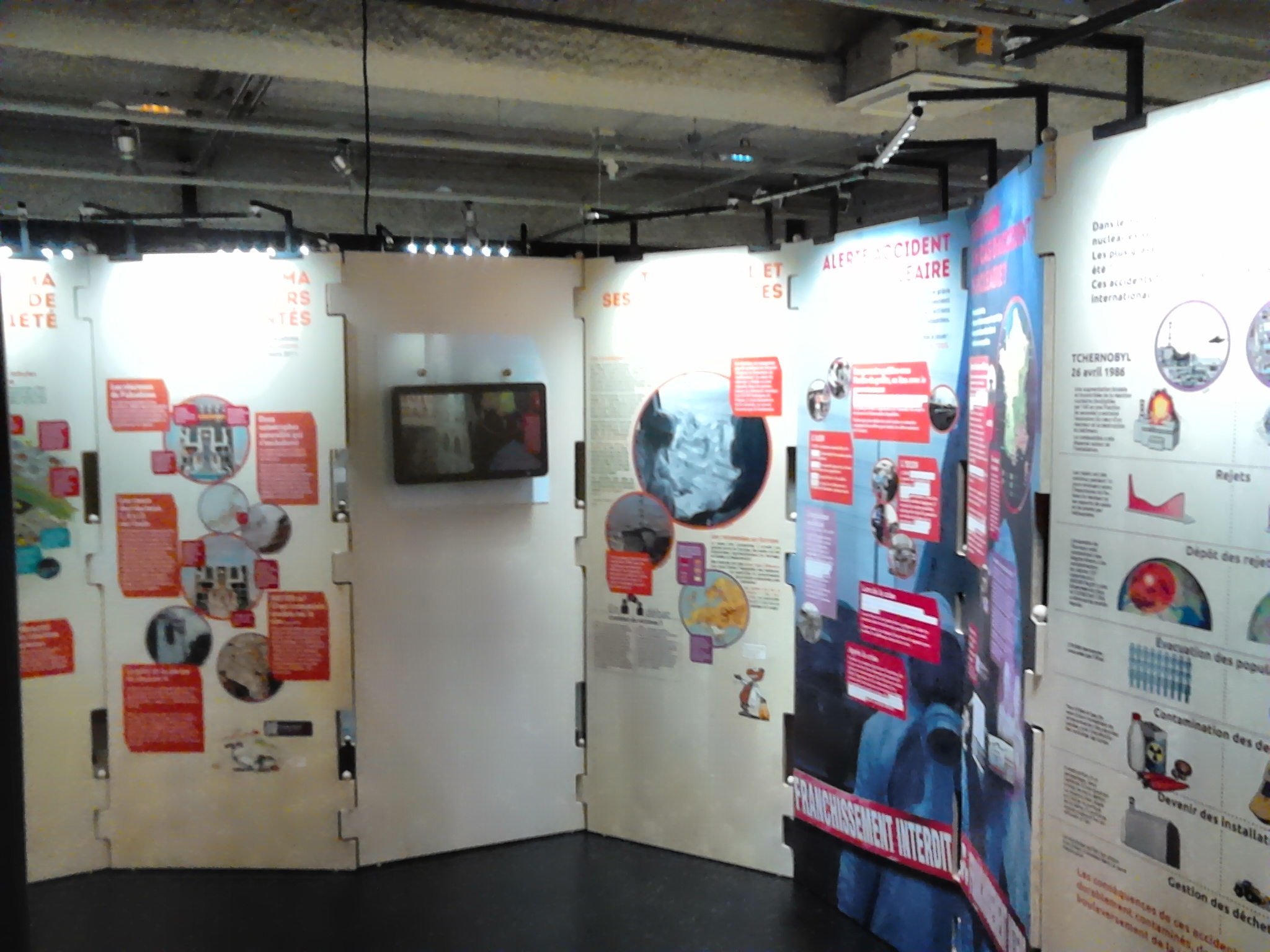
Panneaux "Accidents passés"
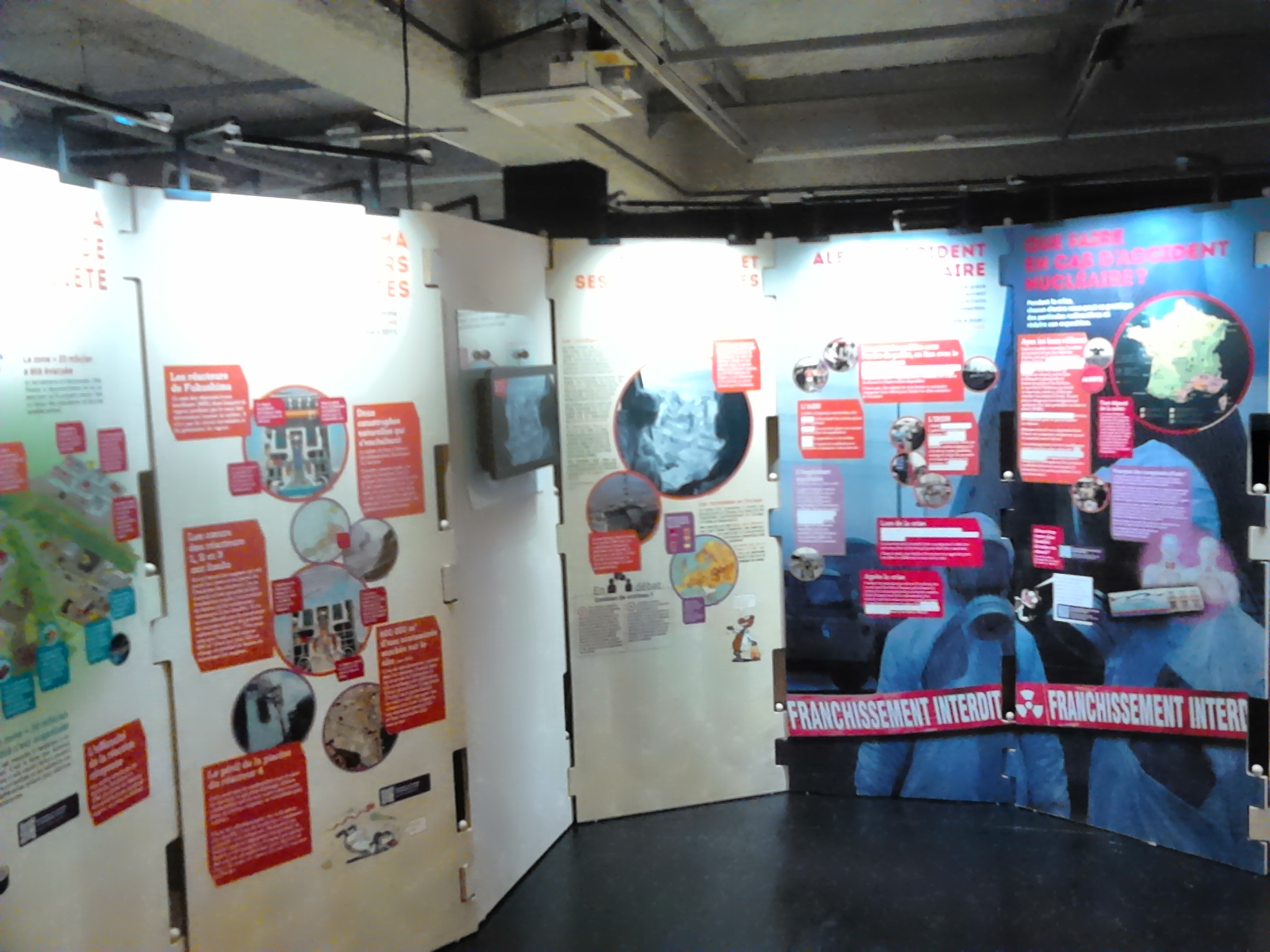
Panneaux "Que faire en cas d'accident nucléaire ?"
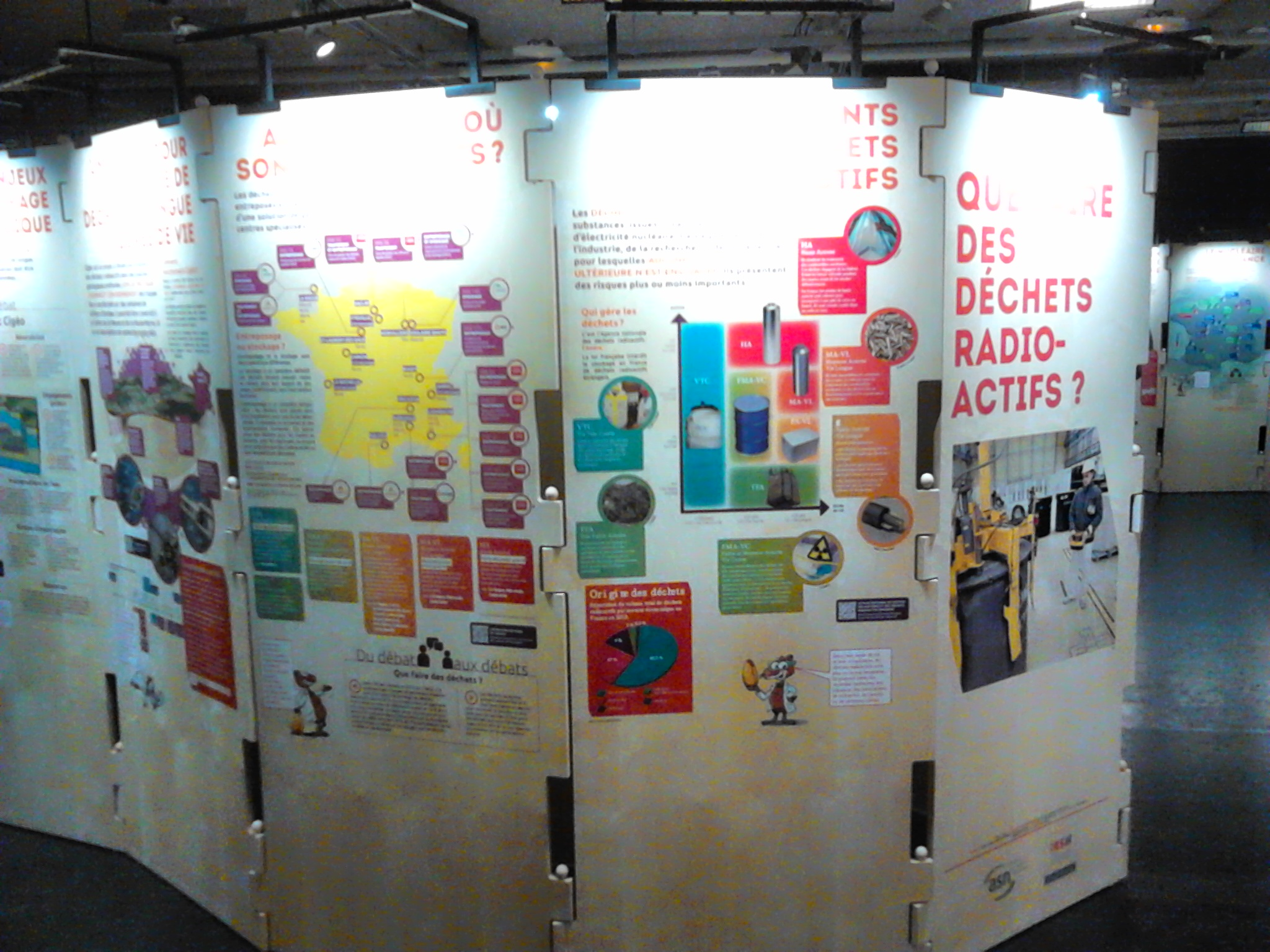
Panneaux "Que faire des déchets radioactifs ?"
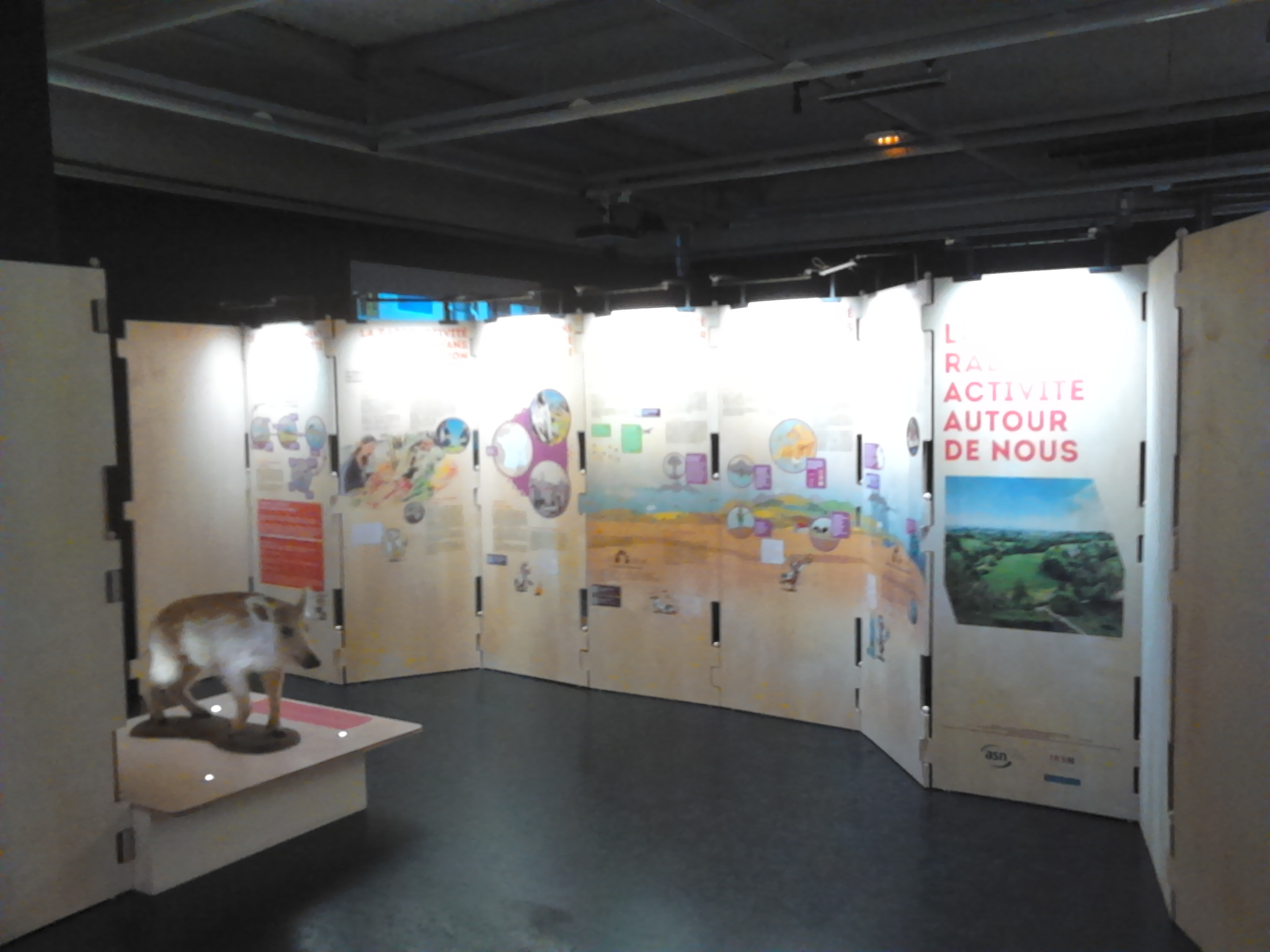
Panneaux "La radioactivité autour de nous"
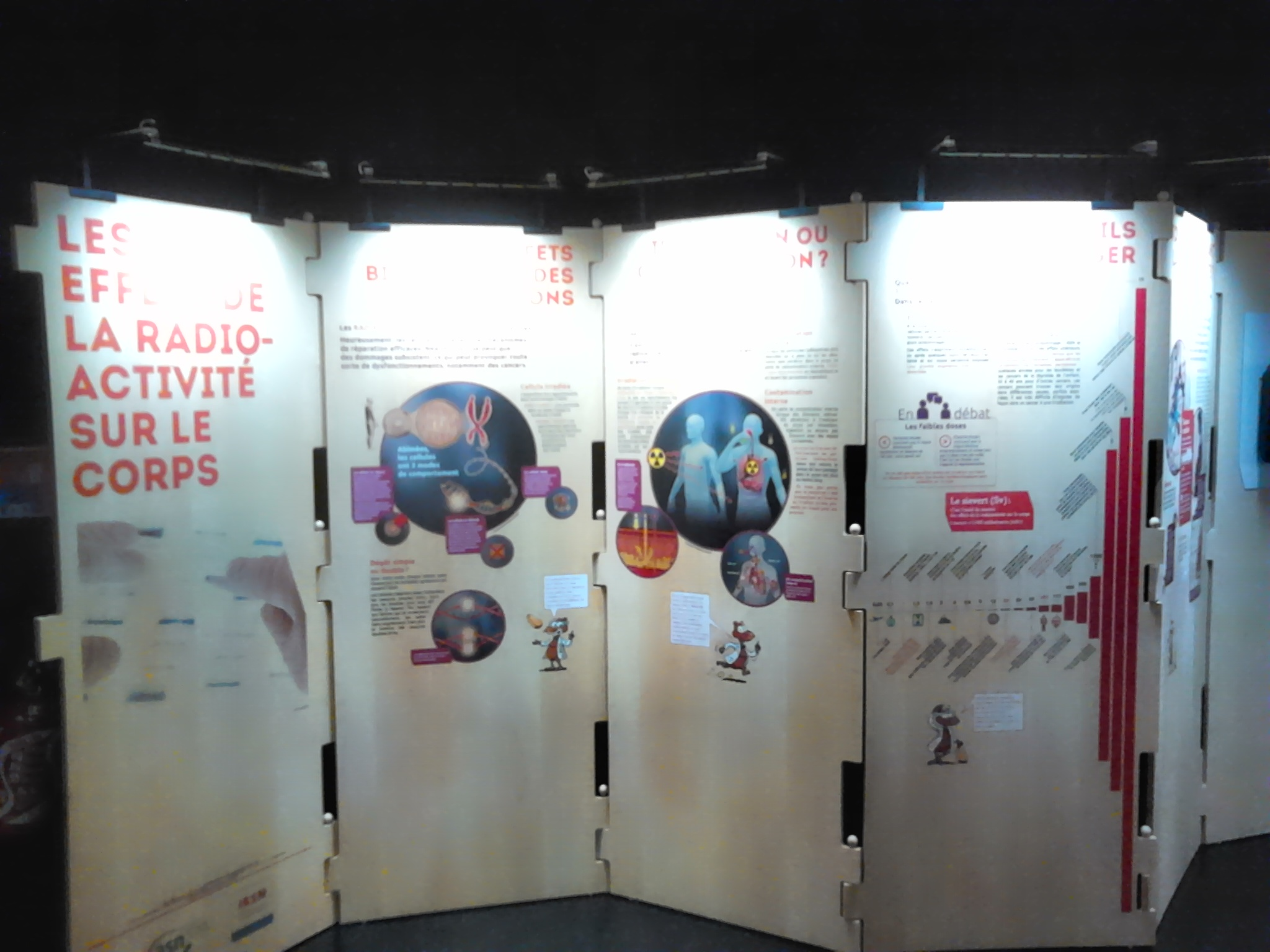
Panneaux "Les effets de la radioactivité sur le corps"
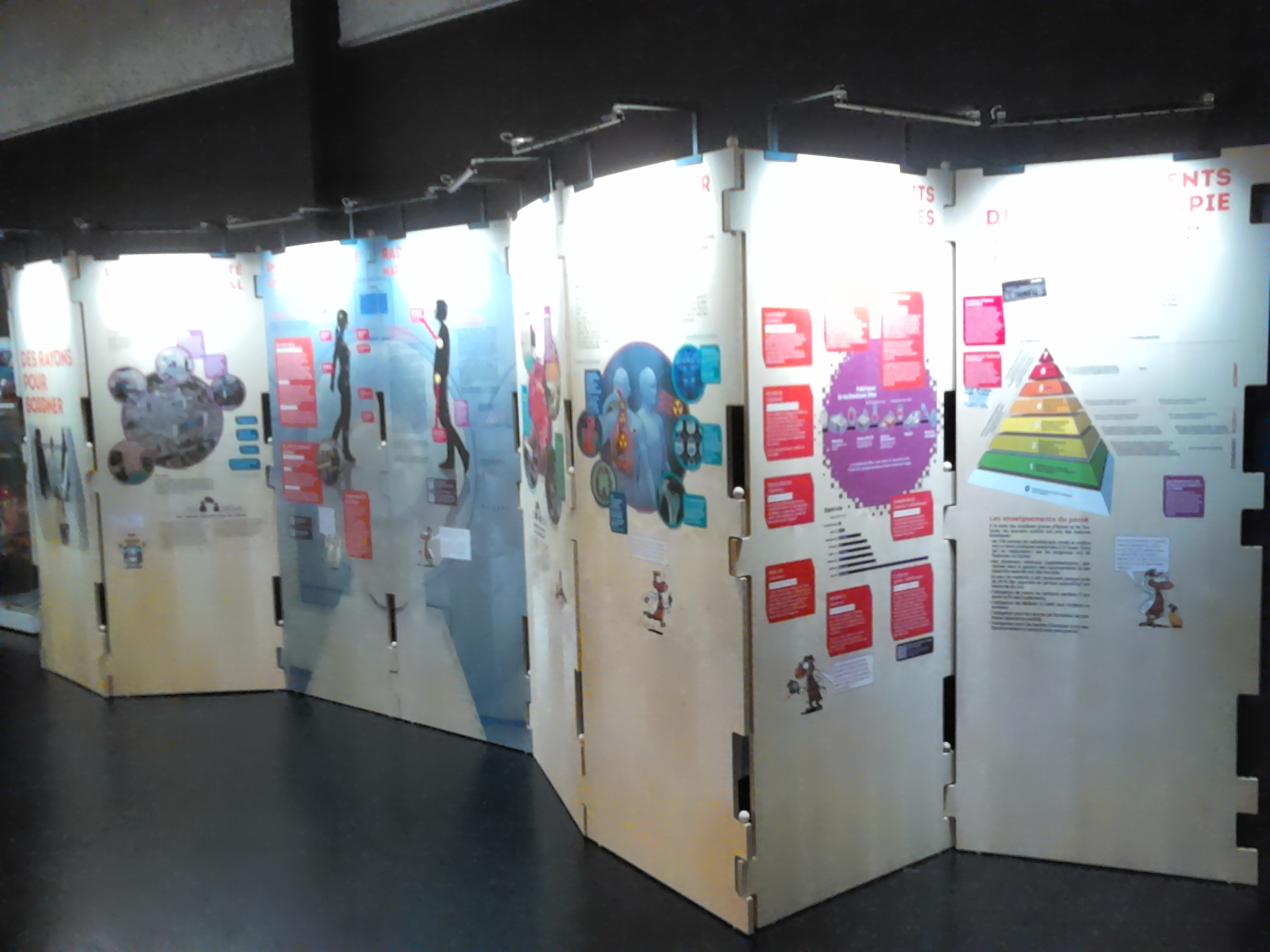
Panneaux "Radiothérapie"
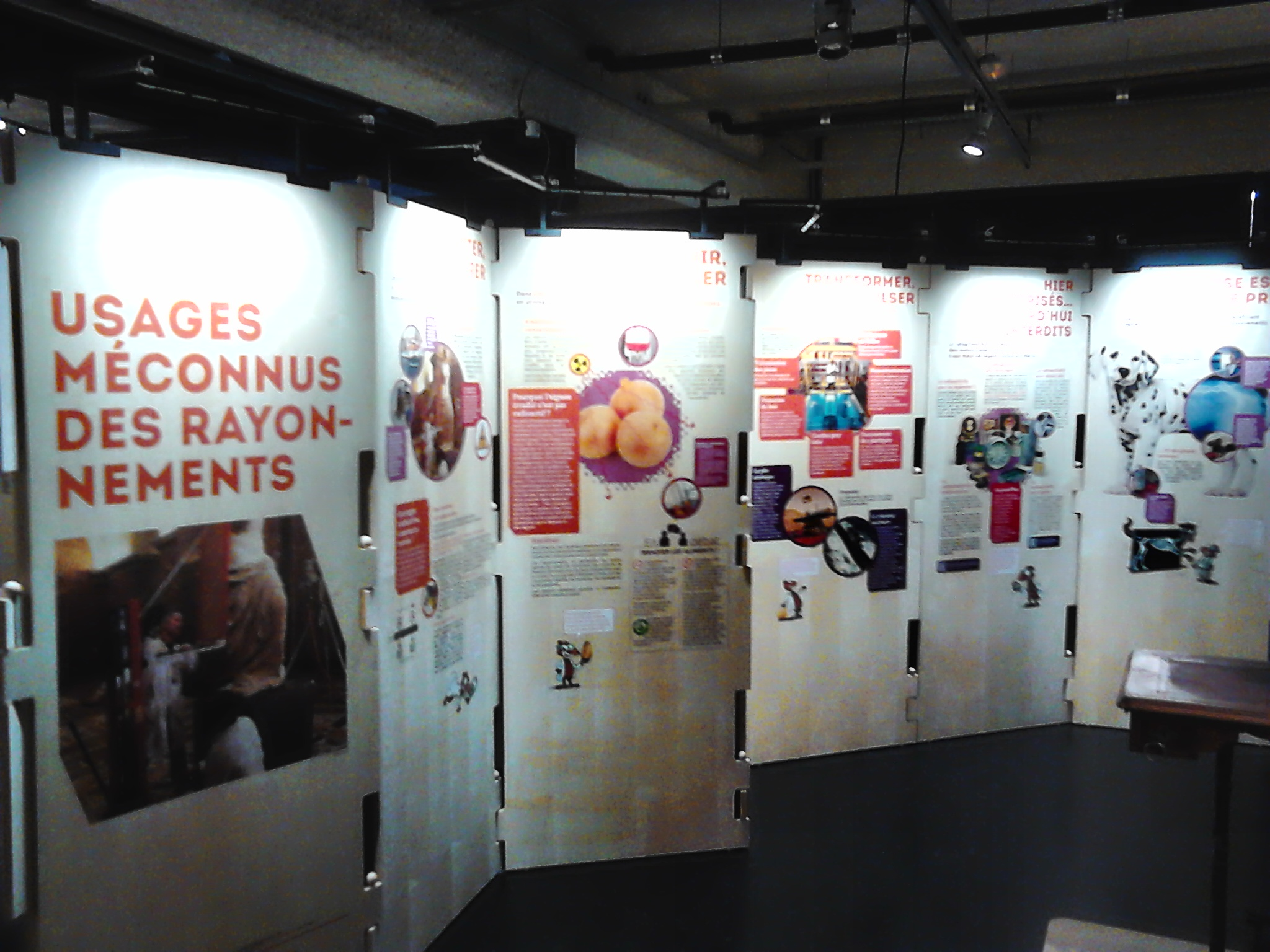
Panneaux "Usages méconnus de la radioactivité"

Outre les panneaux, l'exposition propose plusieurs objets et des animations, manipulations :

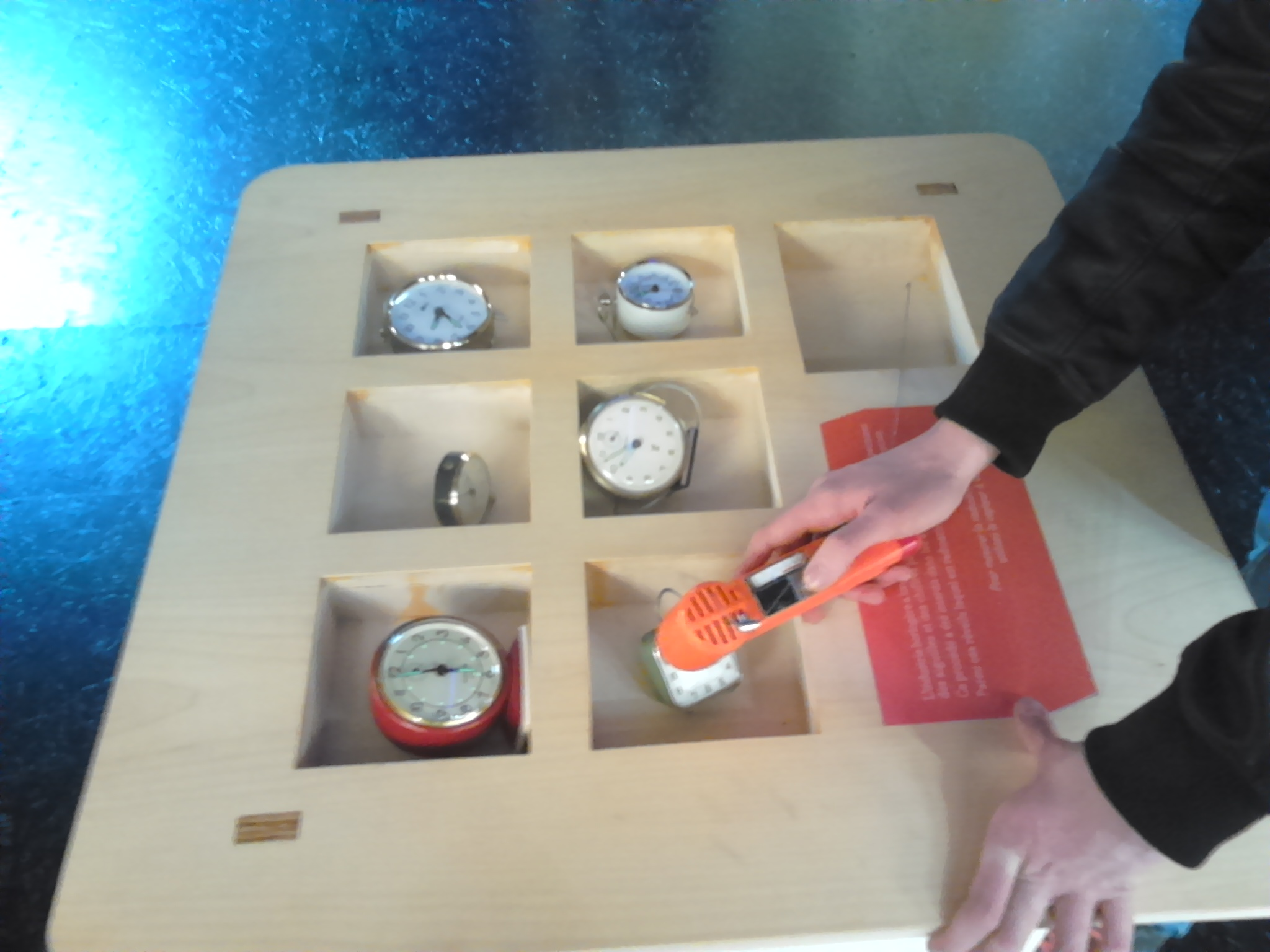
Manipulation pour trouver les traces de radioactivité parmi les réveils
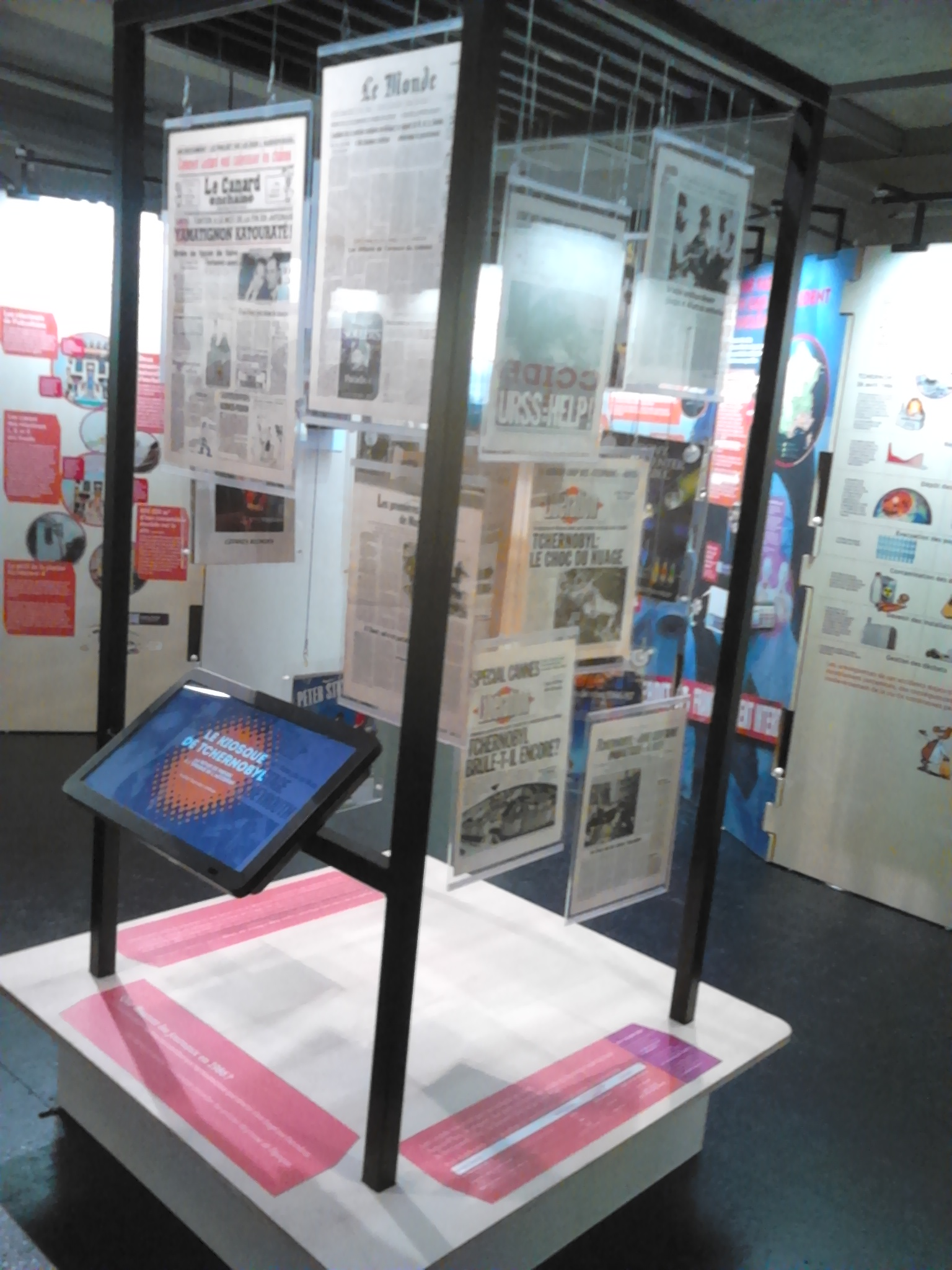
Le kiosque de Tchernobyl
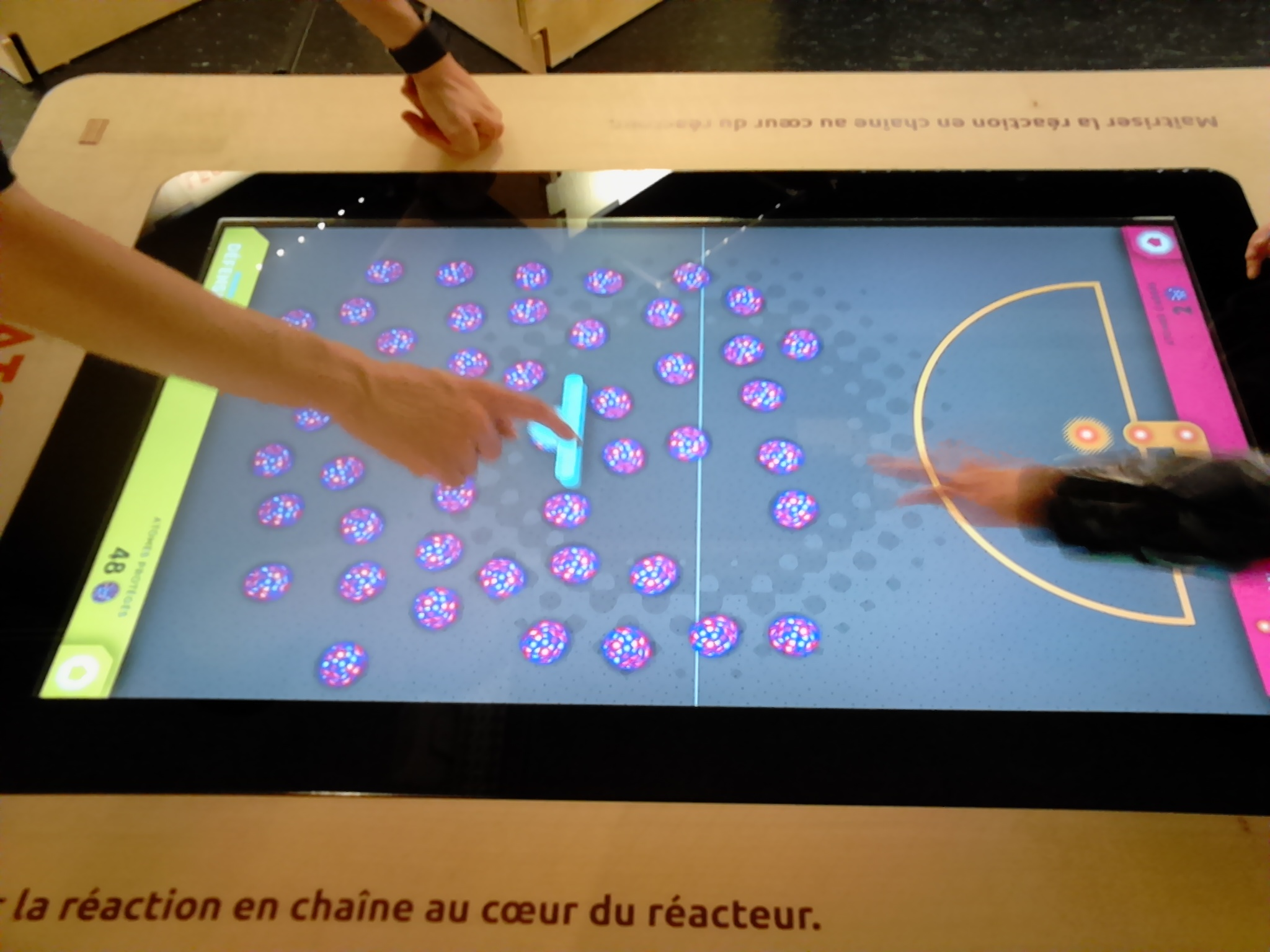
Jeu simulant la réaction en chaîne au cœur du réacteur
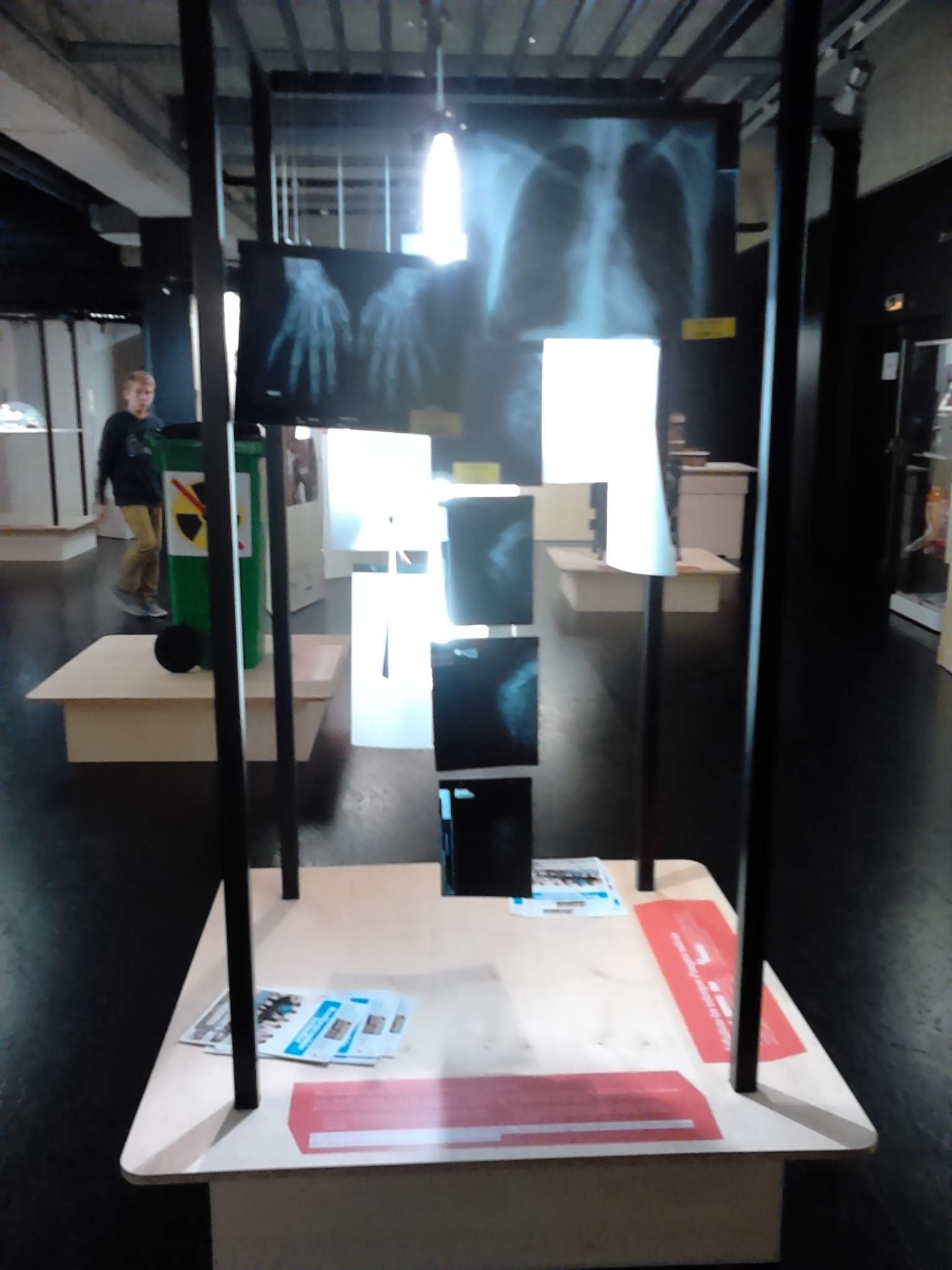
Des radiographies
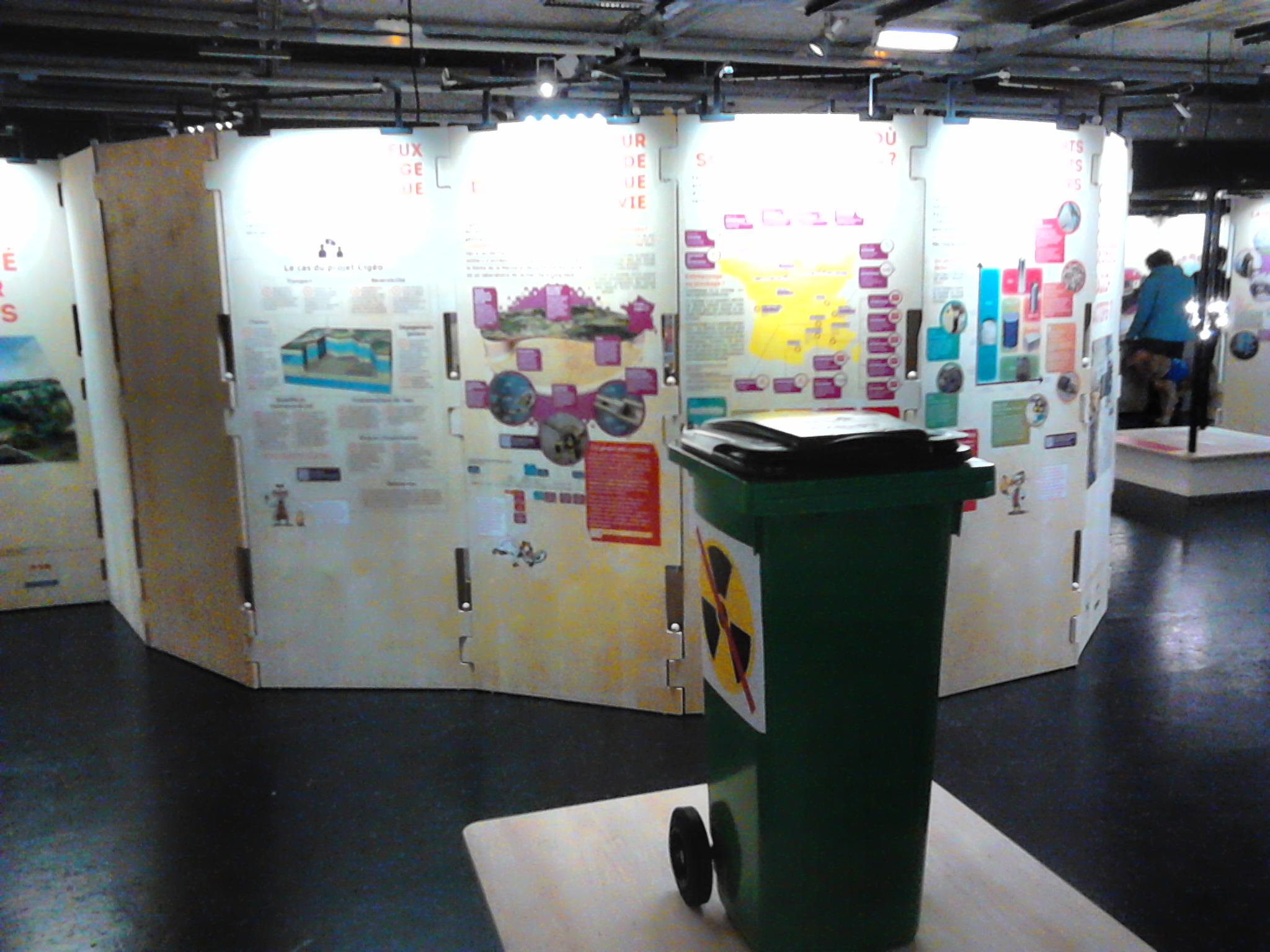
Les déchets radioactifs ne vont jamais dans ce genre de poubelle.
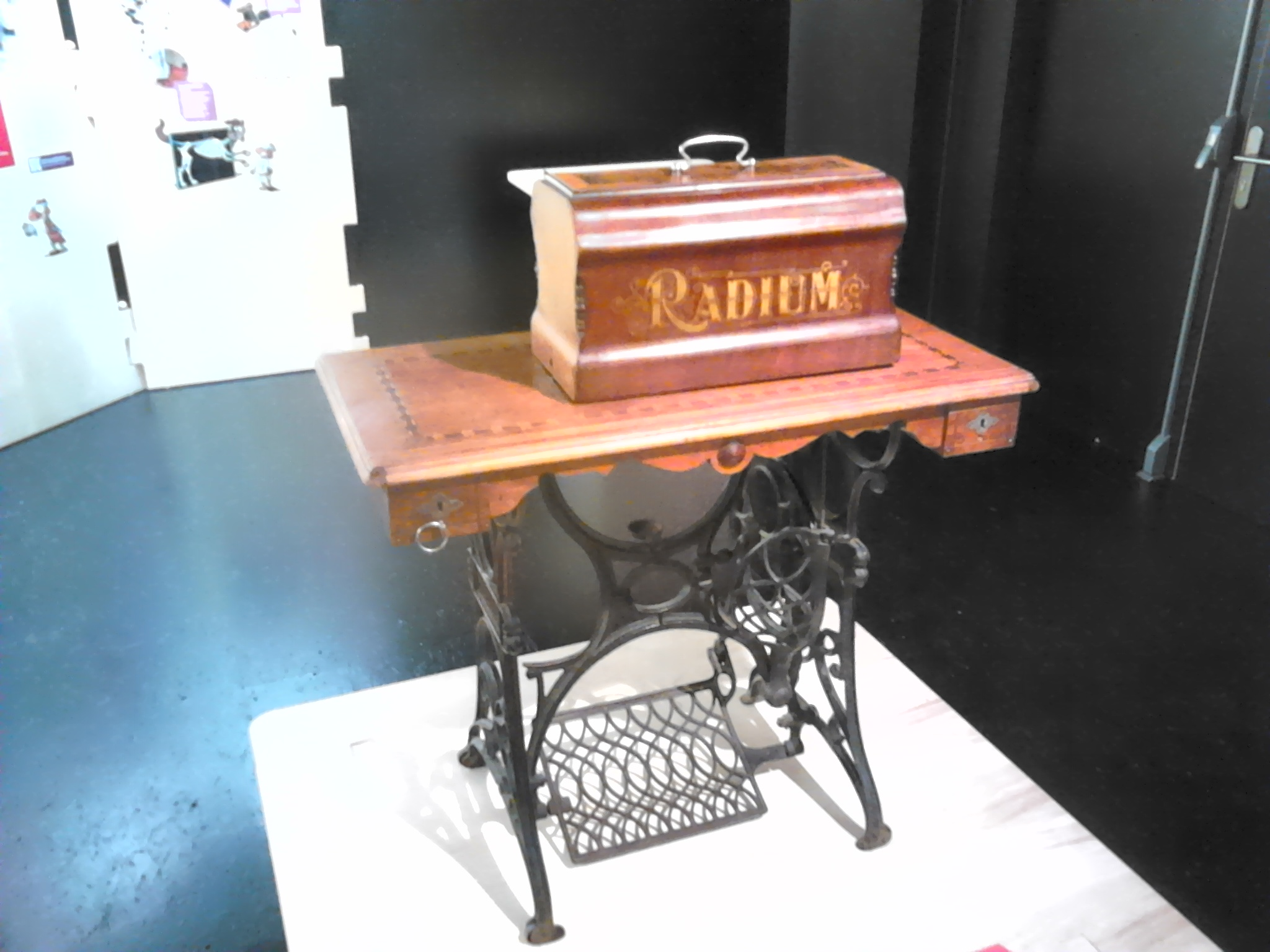
"La folie du radium". La machine à coudre présentée ici n'est pas radioactive. Plus cher que l'or ou les diamants, symbolisant la pointe du progrès scientifique, le radium est le mot à la mode dont s'emparent les publicitaires au début du XXe siècle.
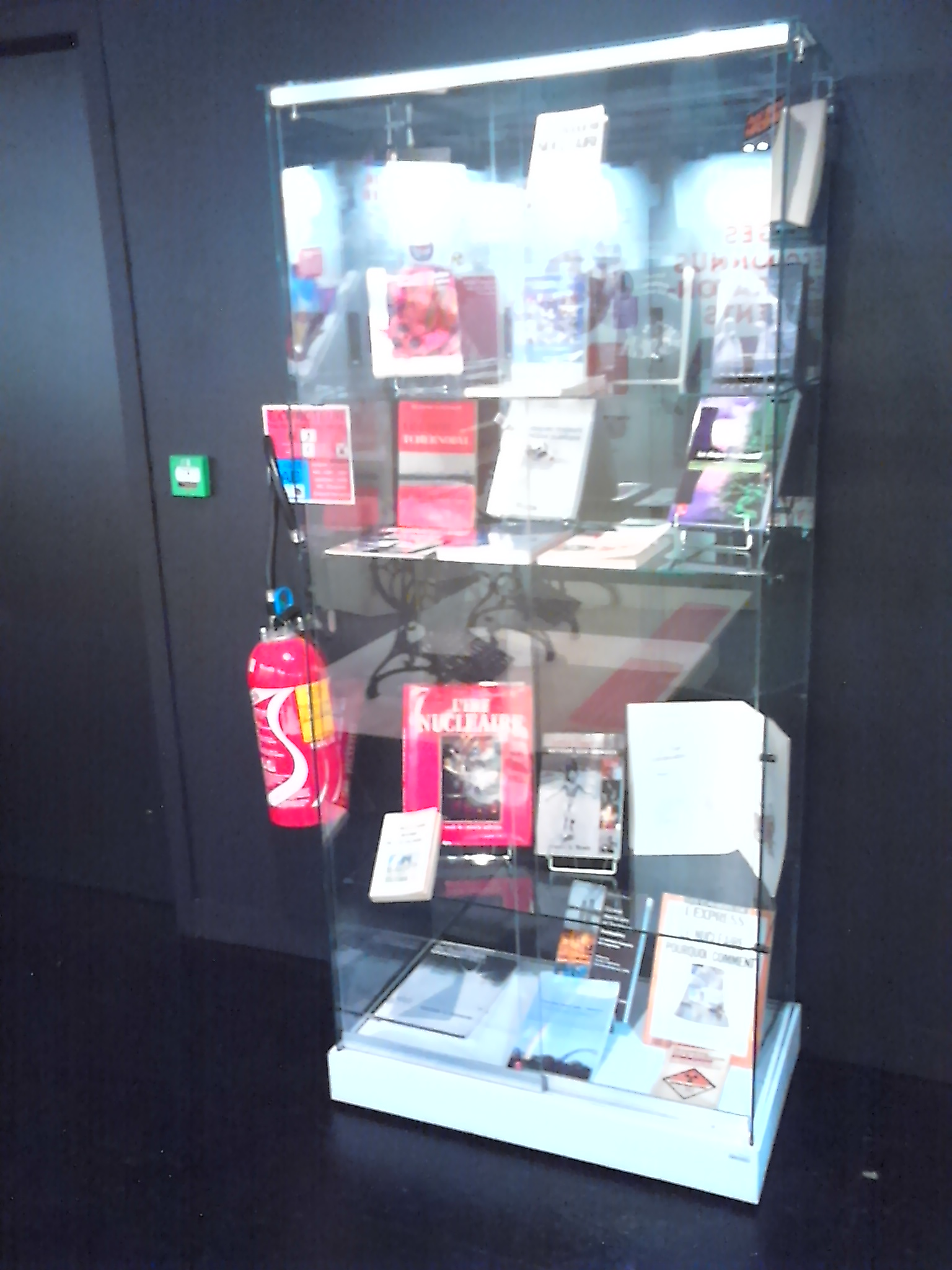
Vitrine présentant divers ouvrages sur la radioactivité
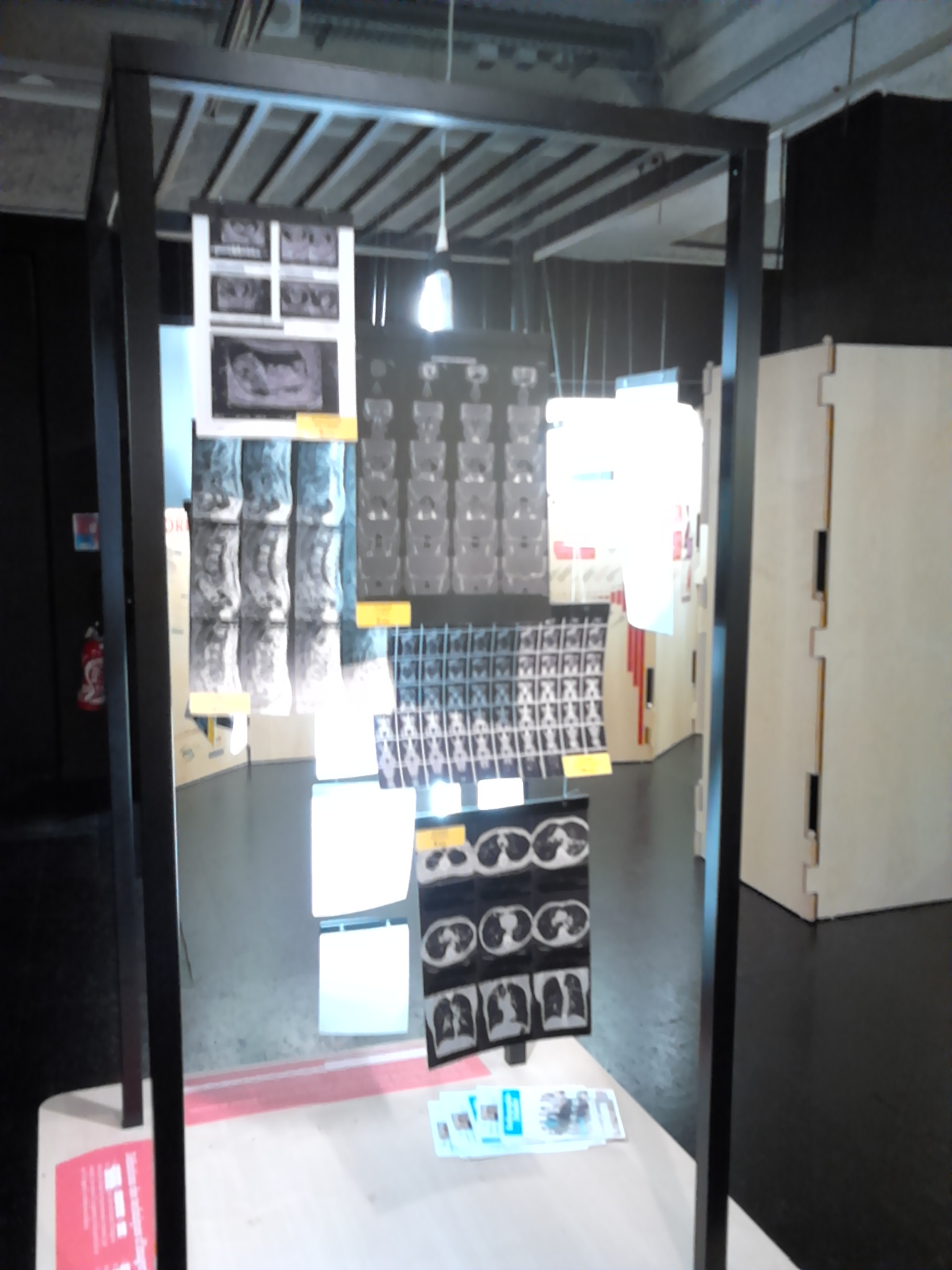
D'autres radiographies
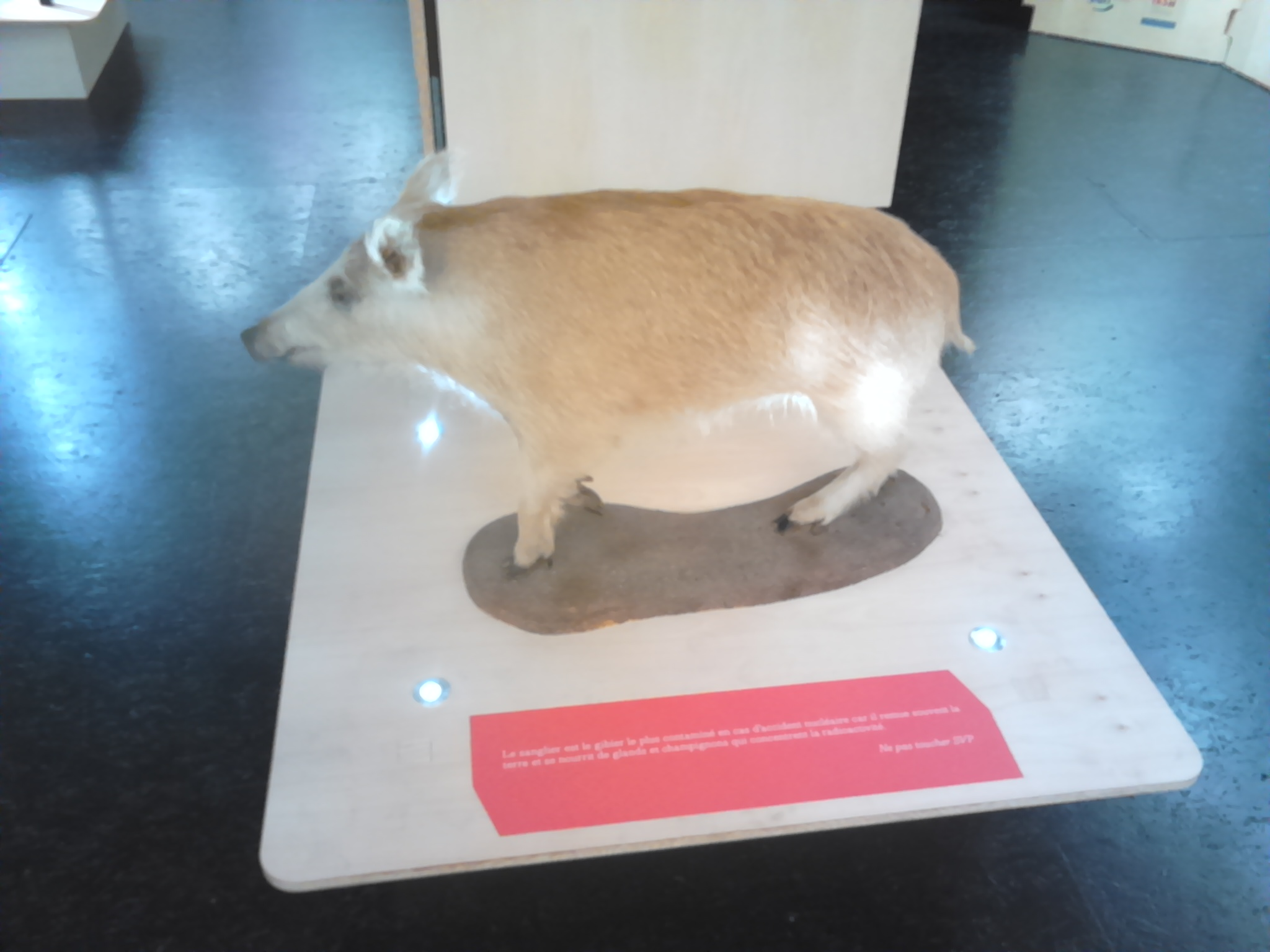
Un sanglier (empaillé) : c'est l'animal le plus contaminé en cas d'accident nucléaire car il remue souvent la terre et se nourrit de glands de champignons qui concentrent la radioactivité.